# Fabián Muñoz Hormazábal
Fabián Enrique Muñoz Hormazábal (San Felipe, Chile, 20 de diciembre de 1978) es un exfutbolista chileno que jugaba como delantero, su último equipo fue San Marcos de Arica de la Primera División de Chile.

## Clubes
| Club                      | País      | Año       |
| ------------------------- | --------- | --------- |
| Unión San Felipe          | Chile     | 2002-2003 |
| Santiago Wanderers        | Chile     | 2003      |
| Deportes Concepción       | Chile     | 2004      |
| San Marcos de Arica       | Chile     | 2005-2006 |
| Deportivo Zacapa          | Guatemala | 2006      |
| Fernández Vial            | Chile     | 2007      |
| Comunicaciones            | Guatemala | 2007-2008 |
| Deportivo Zacapa          | Guatemala | 2008-2009 |
| Cobán Imperial            | Guatemala | 2009-2010 |
| Universidad de San Carlos | Guatemala | 2010      |
| San Marcos de Arica       | Chile     | 2011-2012 |

## Palmarés

### Campeonatos nacionales
| Título    | Club                | País  | Año  |
| --------- | ------------------- | ----- | ---- |
| Primera B | San Marcos de Arica | Chile | 2012 |

- Datos: Q971790